# Wildberg (Schwarzwald)
Wildberg ist eine Stadt im Landkreis Calw in Baden-Württemberg. Sie gehört zum Regierungsbezirk Karlsruhe, zur Region Nordschwarzwald und zur Randzone der europäischen Metropolregion Stuttgart. Zum 1. Oktober 2022 gab die Stadt die Bezeichnung Luftkurort für die Bezeichnung Schäferlaufstadt auf.

## Geographie

### Lage
Wildberg liegt im Übergangsbereich zwischen den Schwarzwald-Randplatten im Westen und den Oberen Gäue im Osten an und beidseits der nordwärts fließenden mittleren Nagold. In Luftlinie ist es etwa zehn Kilometer von der Kreisstadt Calw im Norden entfernt.

### Nachbargemeinden
Die folgenden Städte und Gemeinden grenzen reihum an die Stadt Wildberg. Im Nordwesten liegt die Stadt Neubulach, im Norden die Stadt Calw, im Ostnordosten die Gemeinde Gechingen, im Nordosten die Gemeinde Aidlingen, im Ostnordosten die Gemeinde Deckenpfronn, im Ostsüdosten die Stadt Herrenberg, im Südsüdosten die Gemeinde Jettingen, im Süden die Stadt Nagold, im Südwesten die Gemeinde Ebhausen und im Westen die Stadt Altensteig. Aidlingen, Deckenpfronn, Herrenberg und Jettingen liegen im benachbarten Landkreis Böblingen, alle anderen im eigenen.

### Stadtgliederung
Zur Stadt Wildberg gehören die fünf Stadtteile Wildberg, Effringen, Gültlingen, Schönbronn und Sulz am Eck. Im heutigen Umfang entstand die Stadt im Zuge der Gemeindereform der siebziger Jahre. Zunächst wurde am 1. April 1971 Schönbronn nach Wildberg eingemeindet. Am 1. Januar 1975 schlossen sich dann das alte Städtchen Wildberg und die drei umliegenden Dörfer Effringen, Gültlingen und Sulz am Eck zu der neuen Stadt Wildberg zusammen. Die Ortsteile liegen zwischen 350 und 630 Meter Höhe ü. d. M.

#### Wildberg
Wildberg ist Namensgeber der Gesamten Kommune und liegt im Nagoldtal. Der alte Ortskern schmiegt sich in eine Ω-förmige Schleife des Flusses. Zur Stadt Wildberg in den Grenzen von 1970 gehören die Stadt Wildberg, die ehemalige Klosteranlage Reutin und die Höfe Käpfleshöfe und Kengelhöfe.

#### Effringen
Zu Effringen gehören das Dorf Effringen, die Gehöfte Trölleshof und Brunnenhof sowie die Häuser Ziegelhütte, die mit Effringen eine bauliche Einheit bilden.

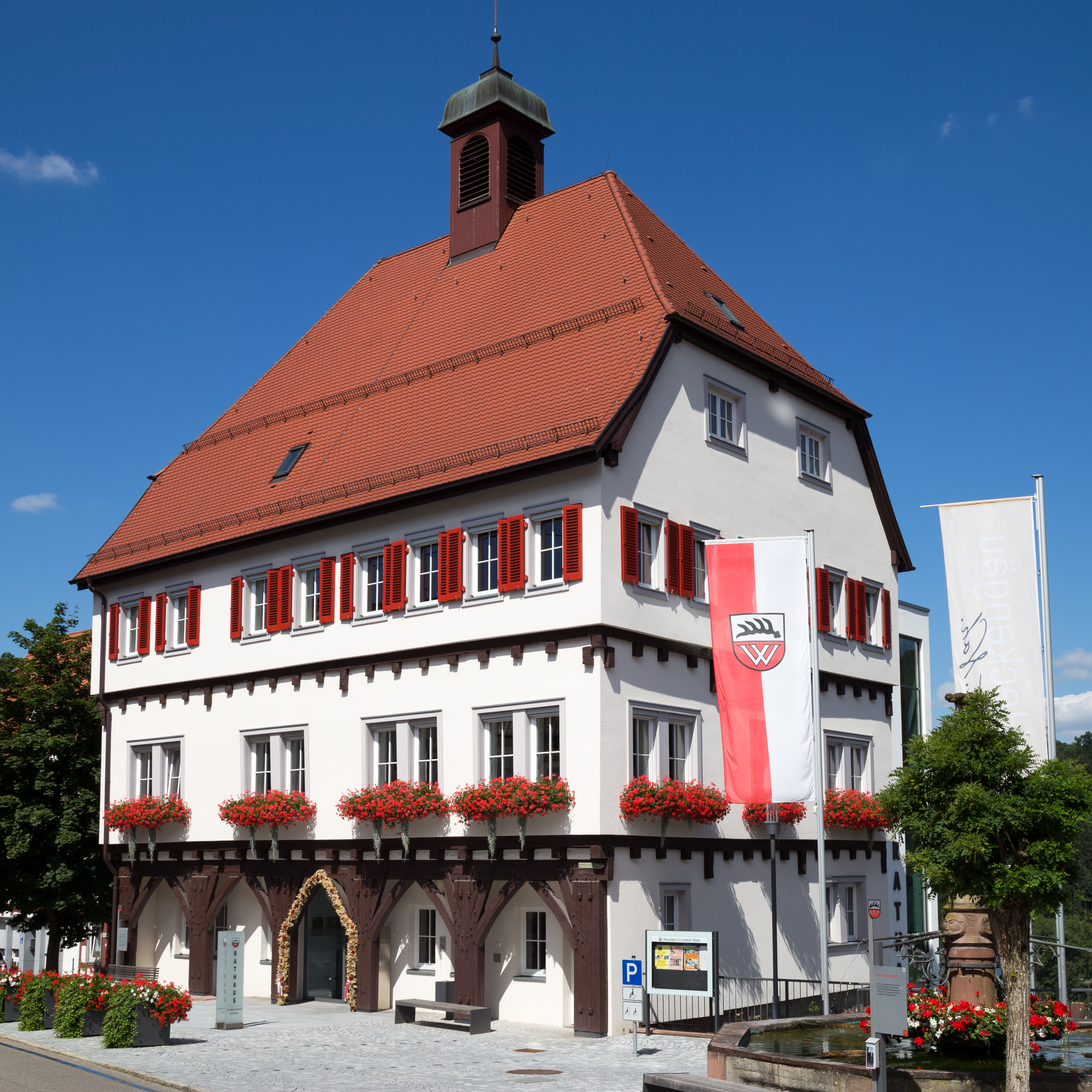
Rathaus Wildberg

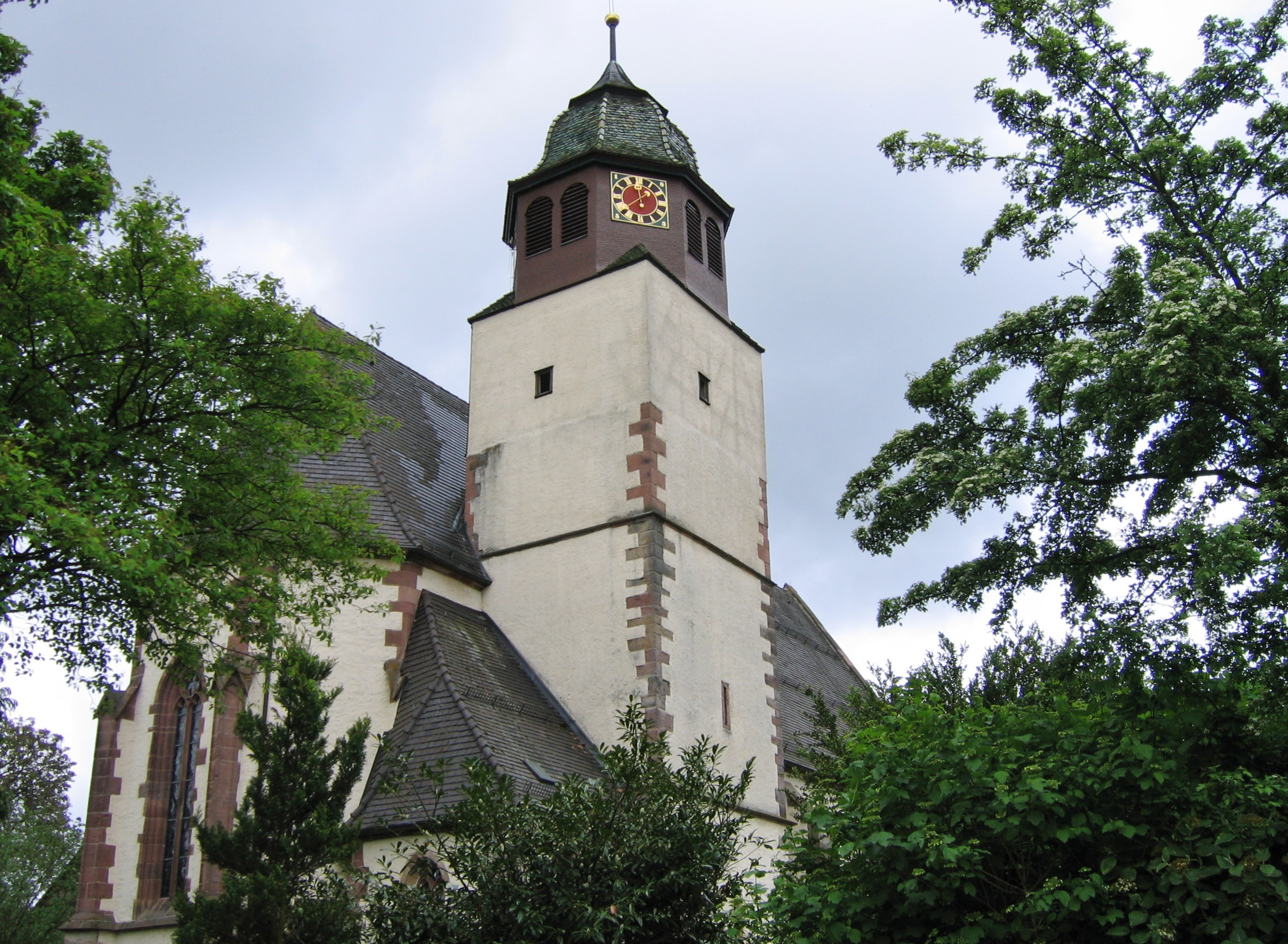
Ev. Kirche Effringen
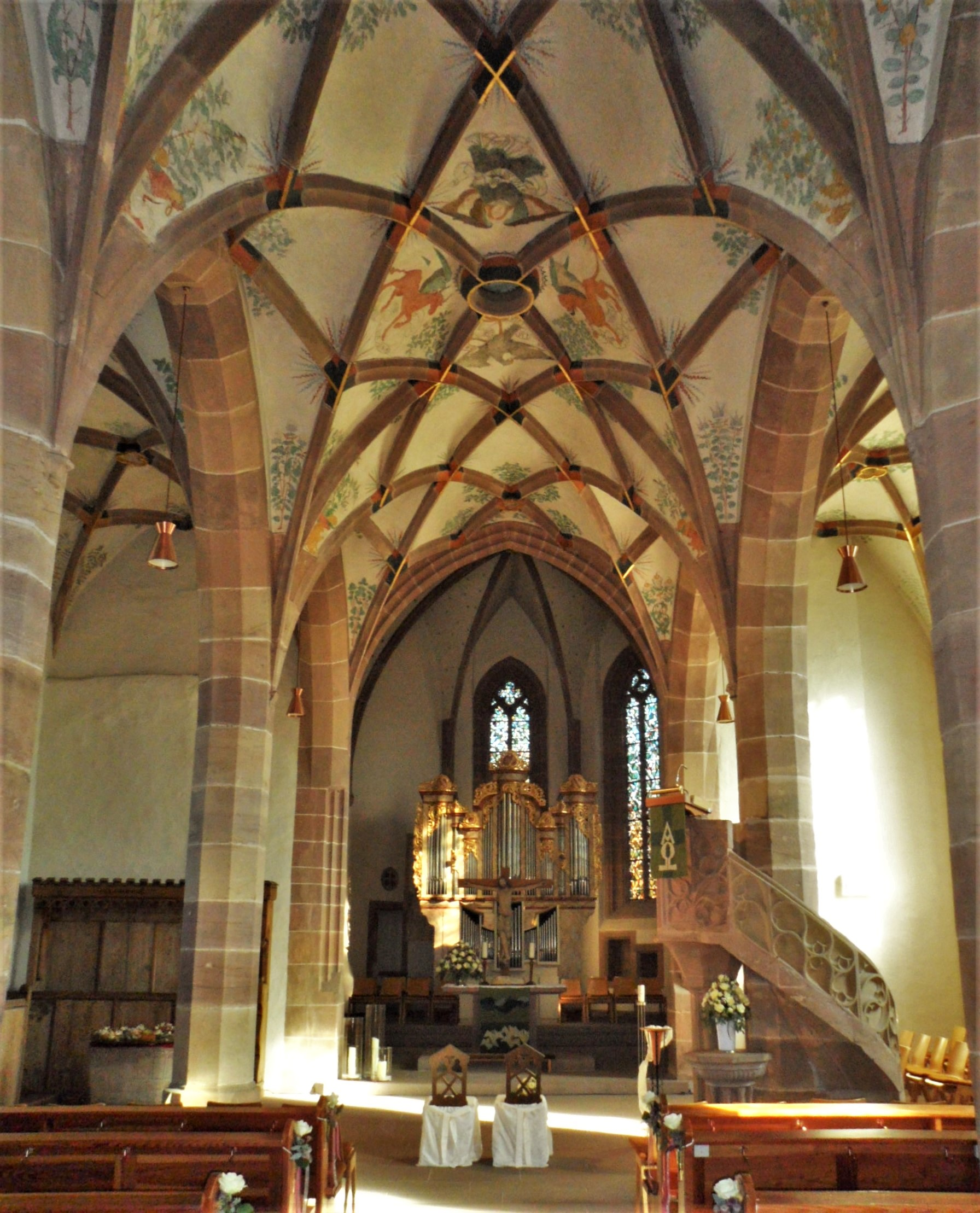
Ev. Kirche Effringen

#### Gültlingen
Zu Gültlingen gehören das Dorf Gültlingen, das Gehöft Haselstall und die Häuser Lerchenberg, Obere Papiermühle, Untere Papiermühle und Untere Sägemühle. Im Gebiet der ehemaligen Gemeinde Gültlingen liegen die Wüstungen Berfeldingen und Weiler sowie die abgegangene Gaisburg und im Gebiet der ehemaligen Gemeinde Sulz am Eck liegt die Wüstung Weiler.

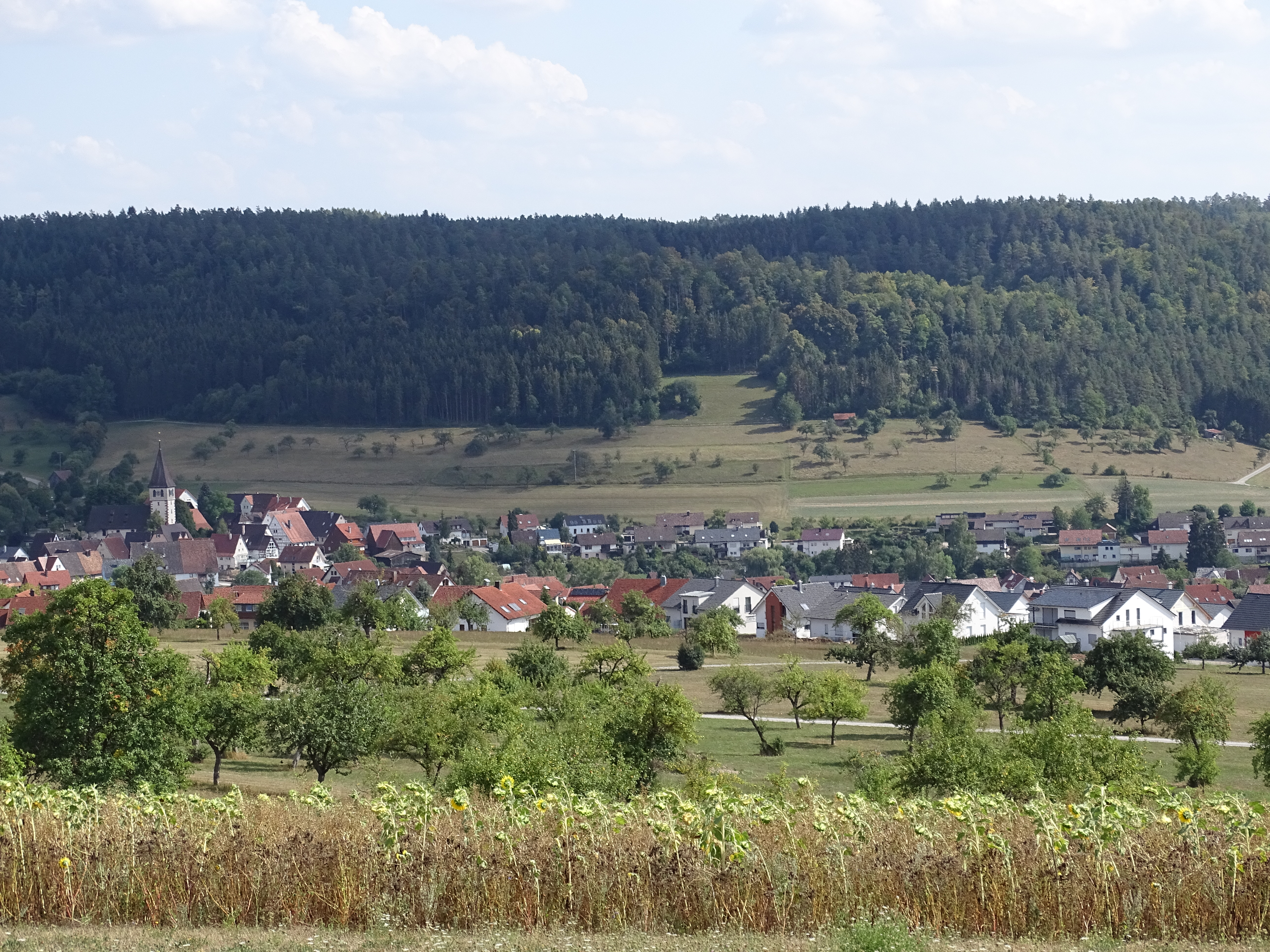
Gültlingen von Norden aus aufgenommen
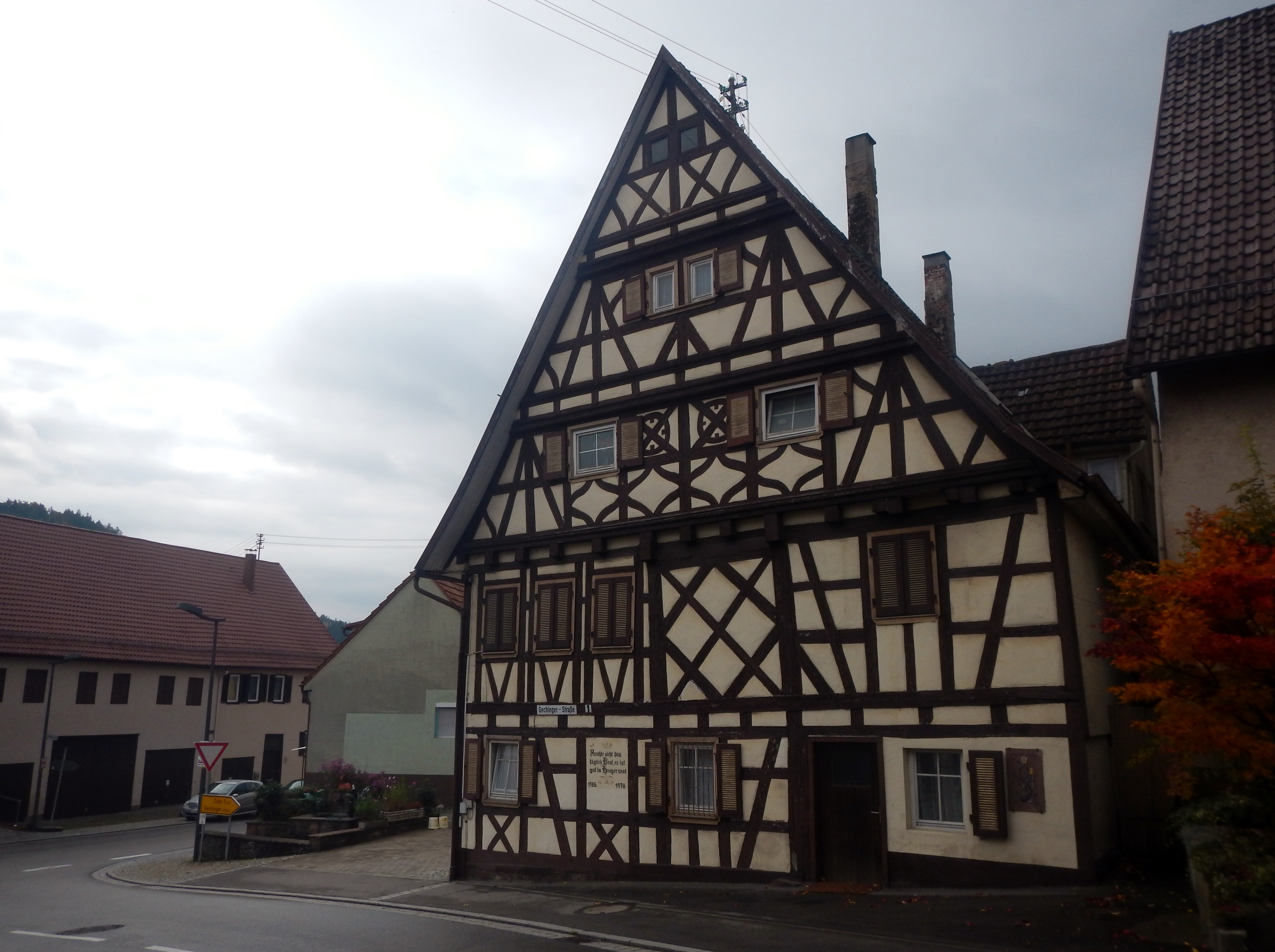
Fachwerkhaus von 1786, renoviert 1976

#### Schönbronn
Schönbronn besteht nur aus dem Dorf Schönbronn

Ehemaliges Wappen
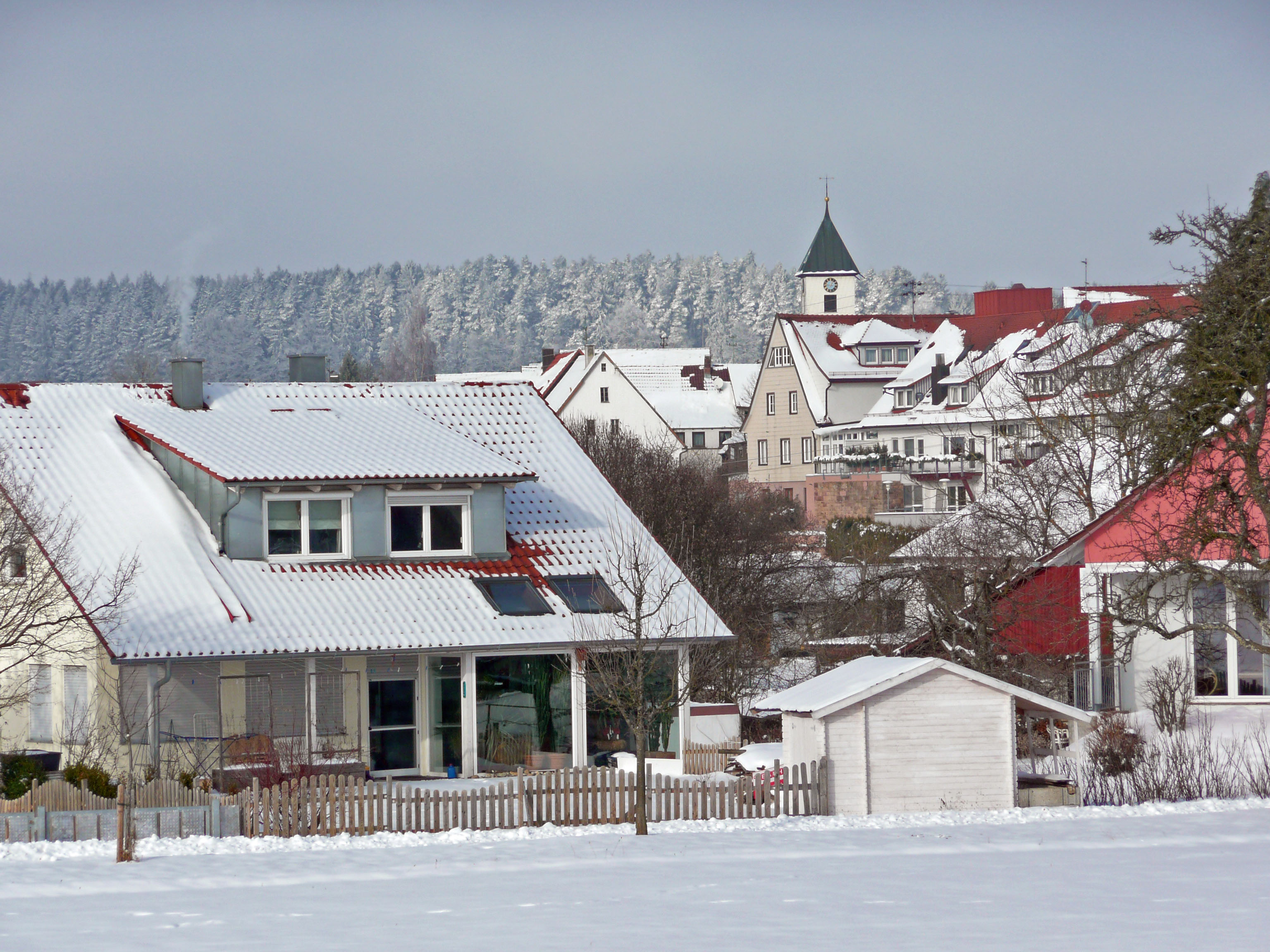
Schönbronn im Winter
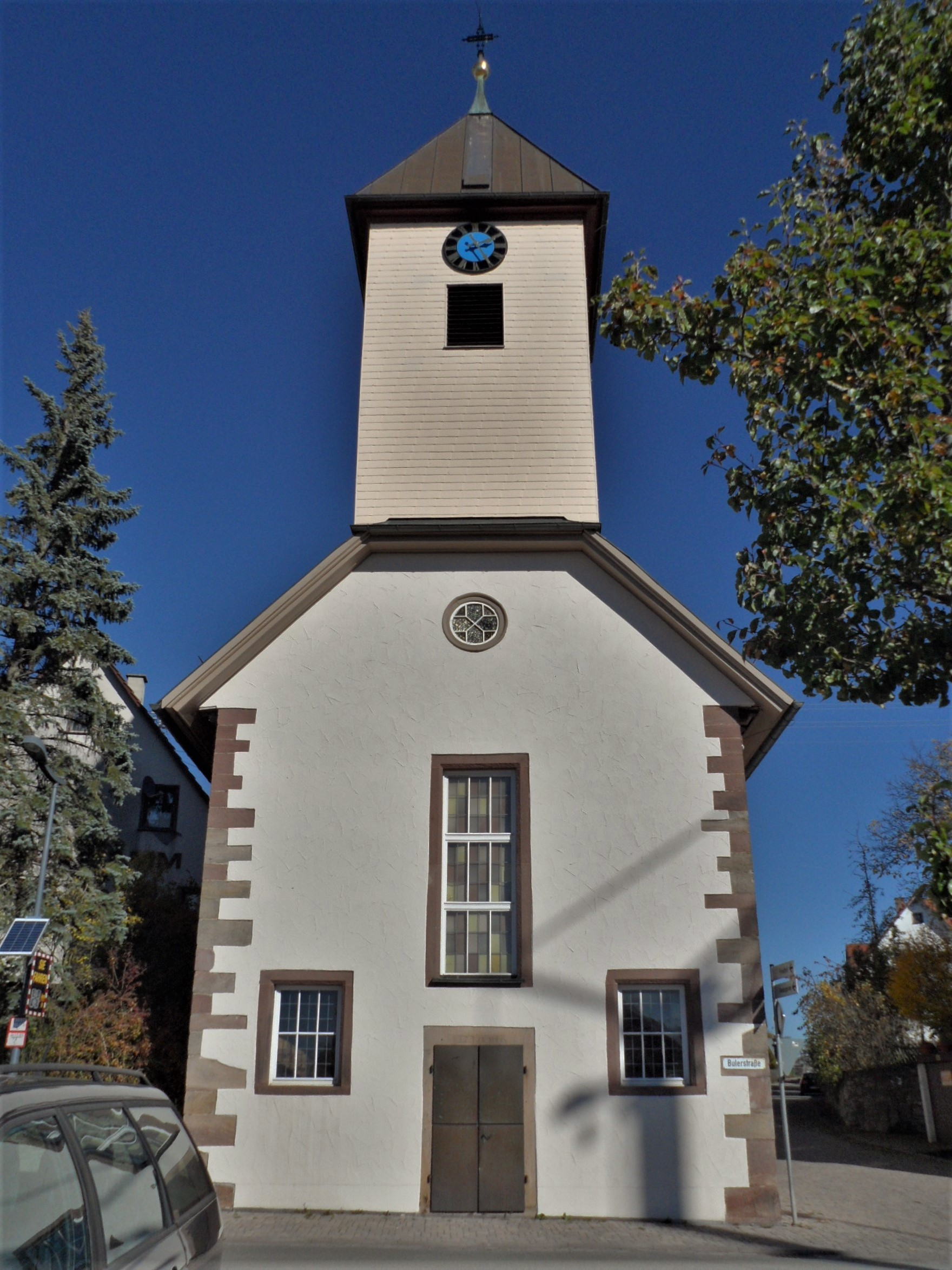
Ev. Kirche Schönbronn

#### Sulz am Eck
Sulz am Eck besteht aus Sulz und dem auf der Hochfläche gelegenen Industriegebiet „Hinter dem Wald“, dort befindet sich auch eine Mineralwasserabfüllung. Auf der Markung befindet sich eine ehemalige, jetzt zivil genutzte Munitionsbunkeranlage und das Segelfluggelände Wächtersberg. Außerdem gibt es den ausgedehnten Steinbruch mit dem Schotterwerk Georg Mast.

Ehemaliges Wappen
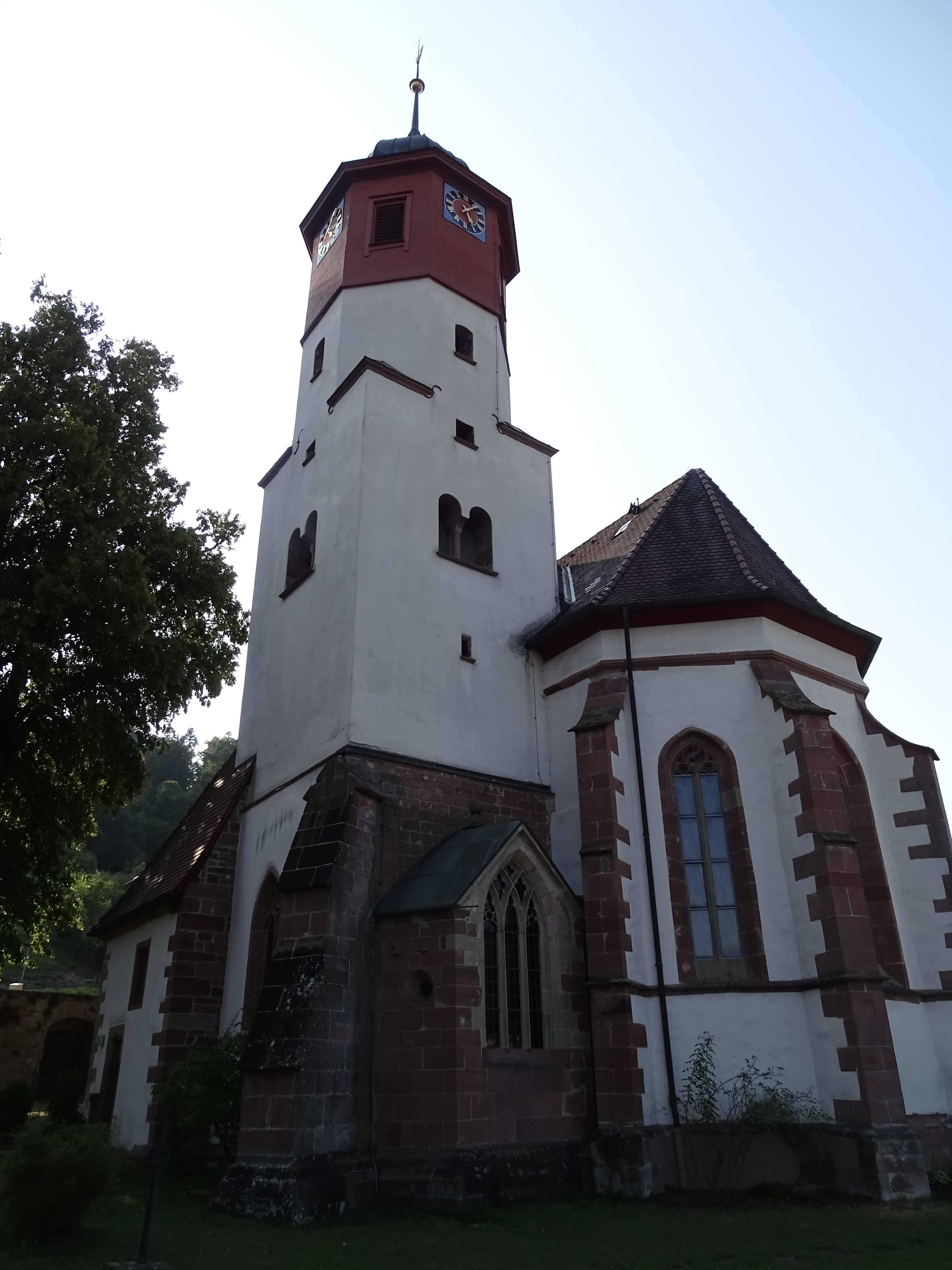
Ev. Michaelskirche Sulz am Eck
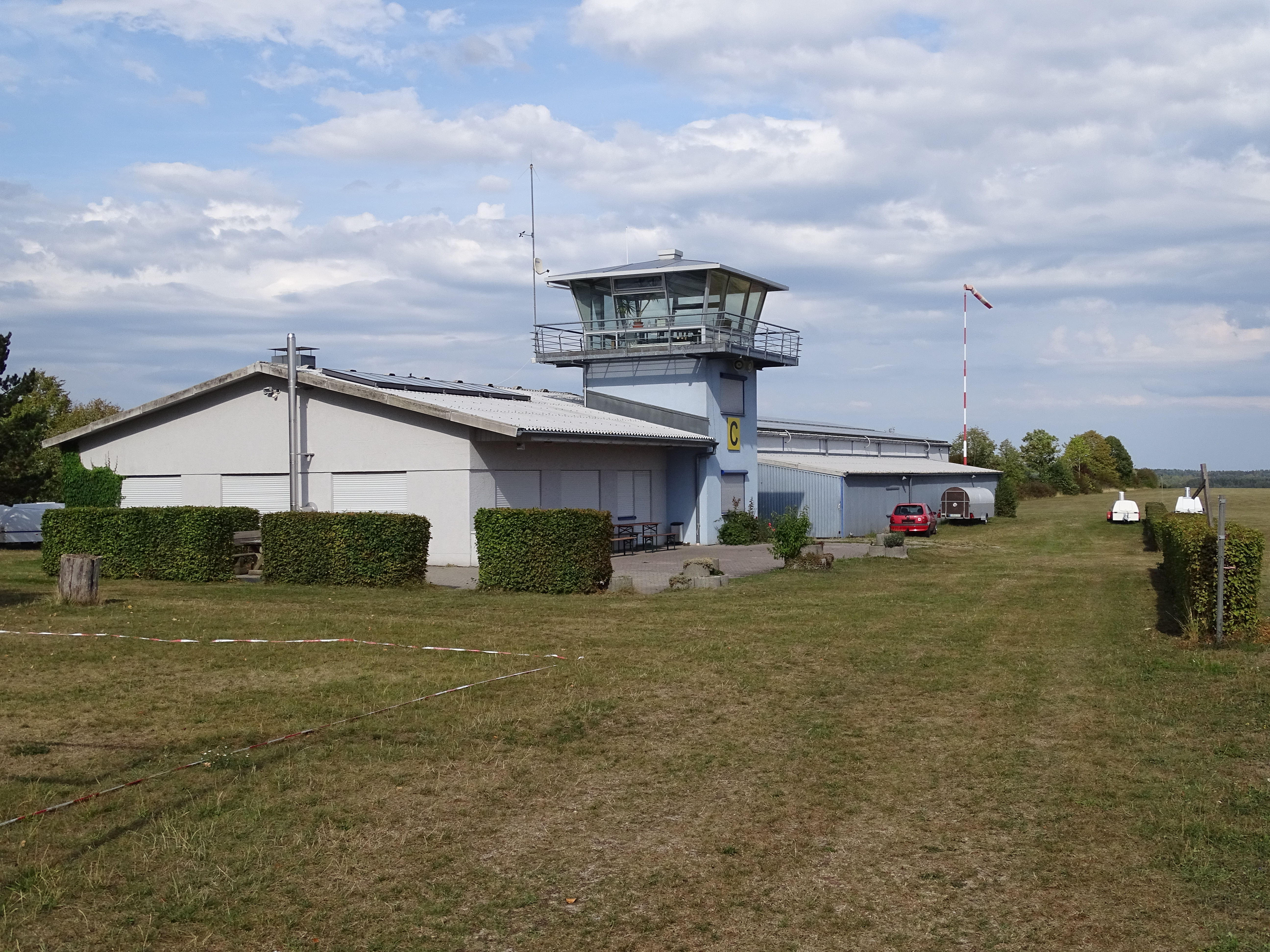
Segelfluggelände Wächtersberg
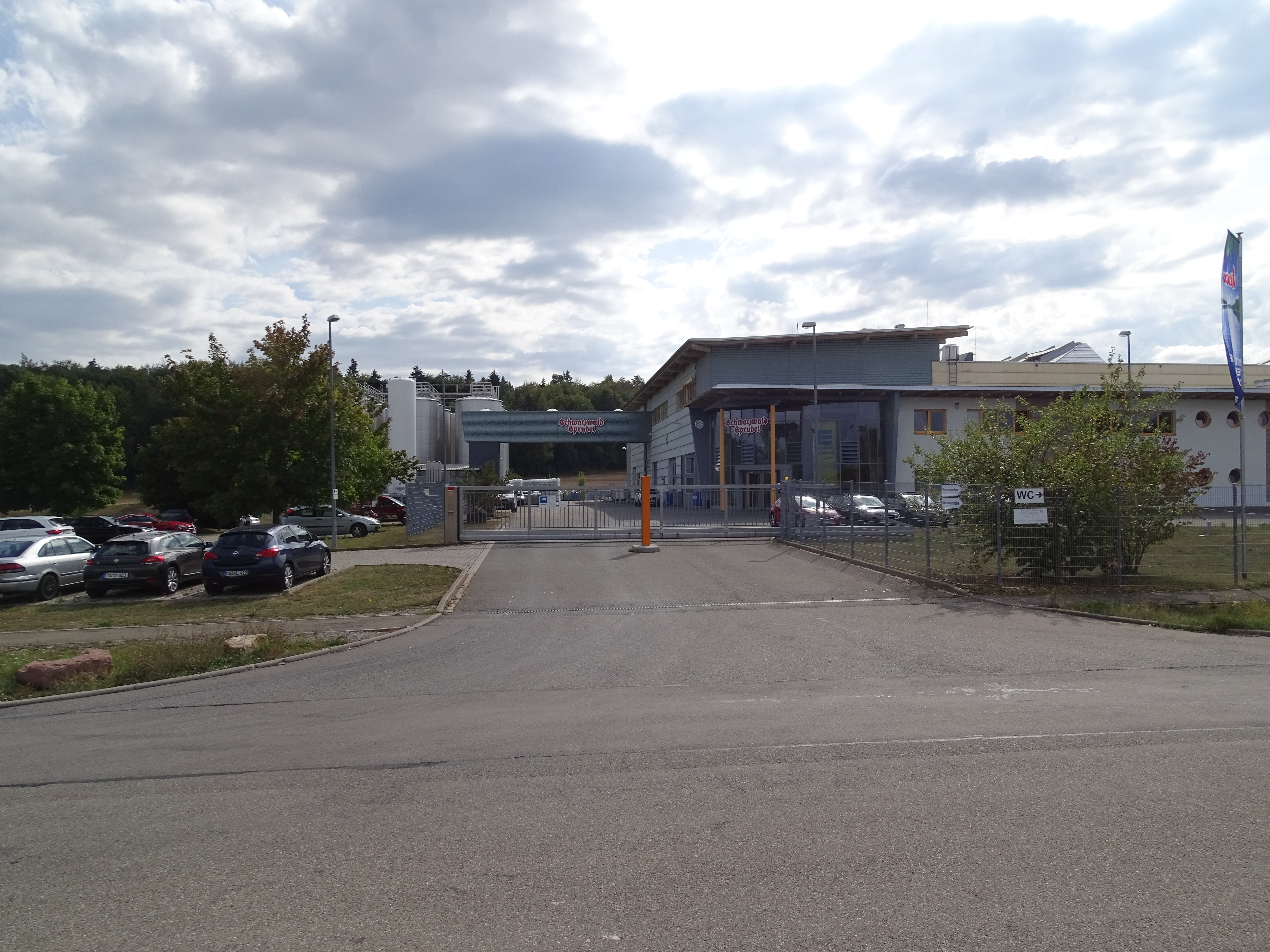
Mineralwasser-Abfüllbetrieb
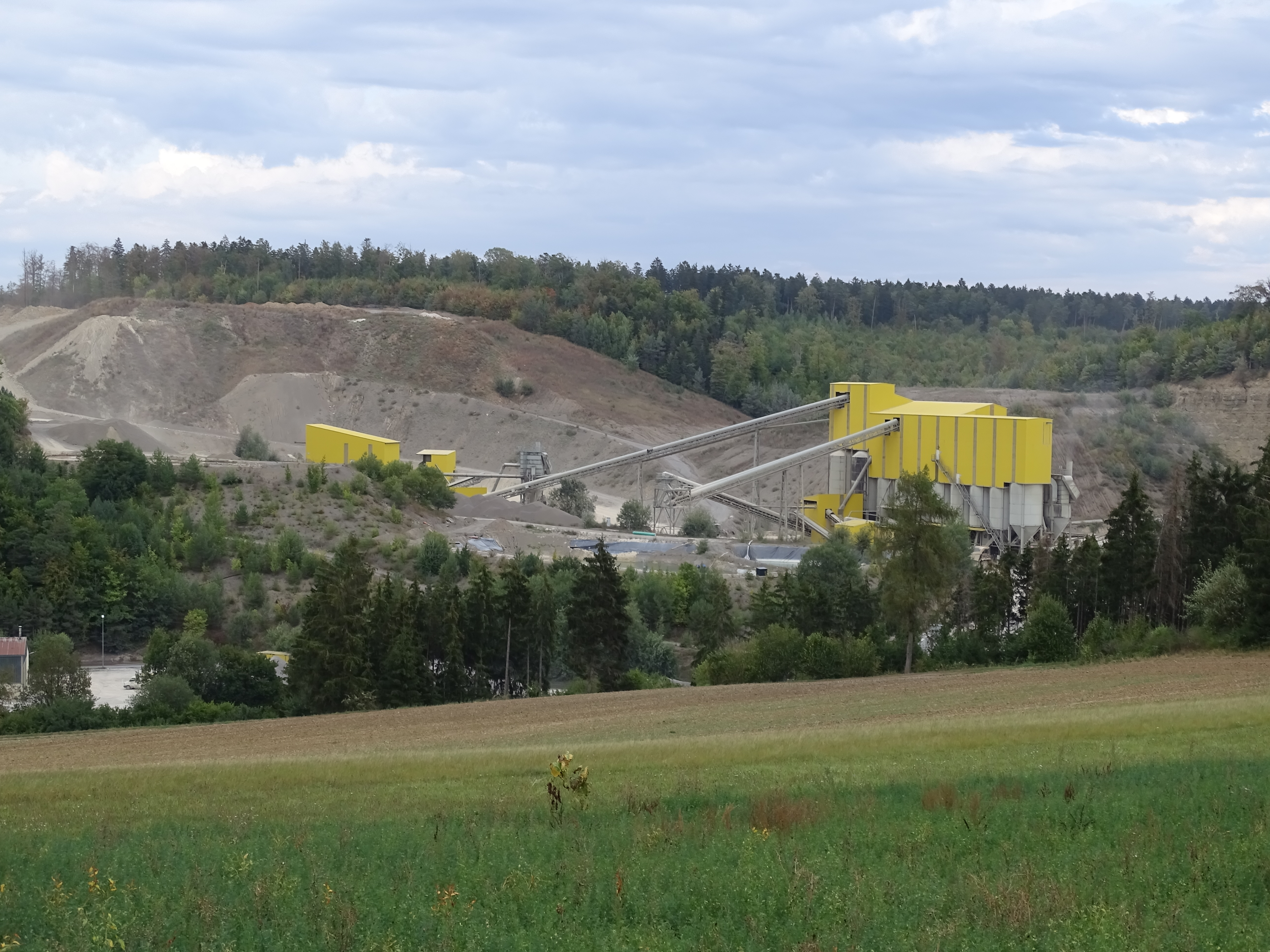
Schotterwerk Georg Mast
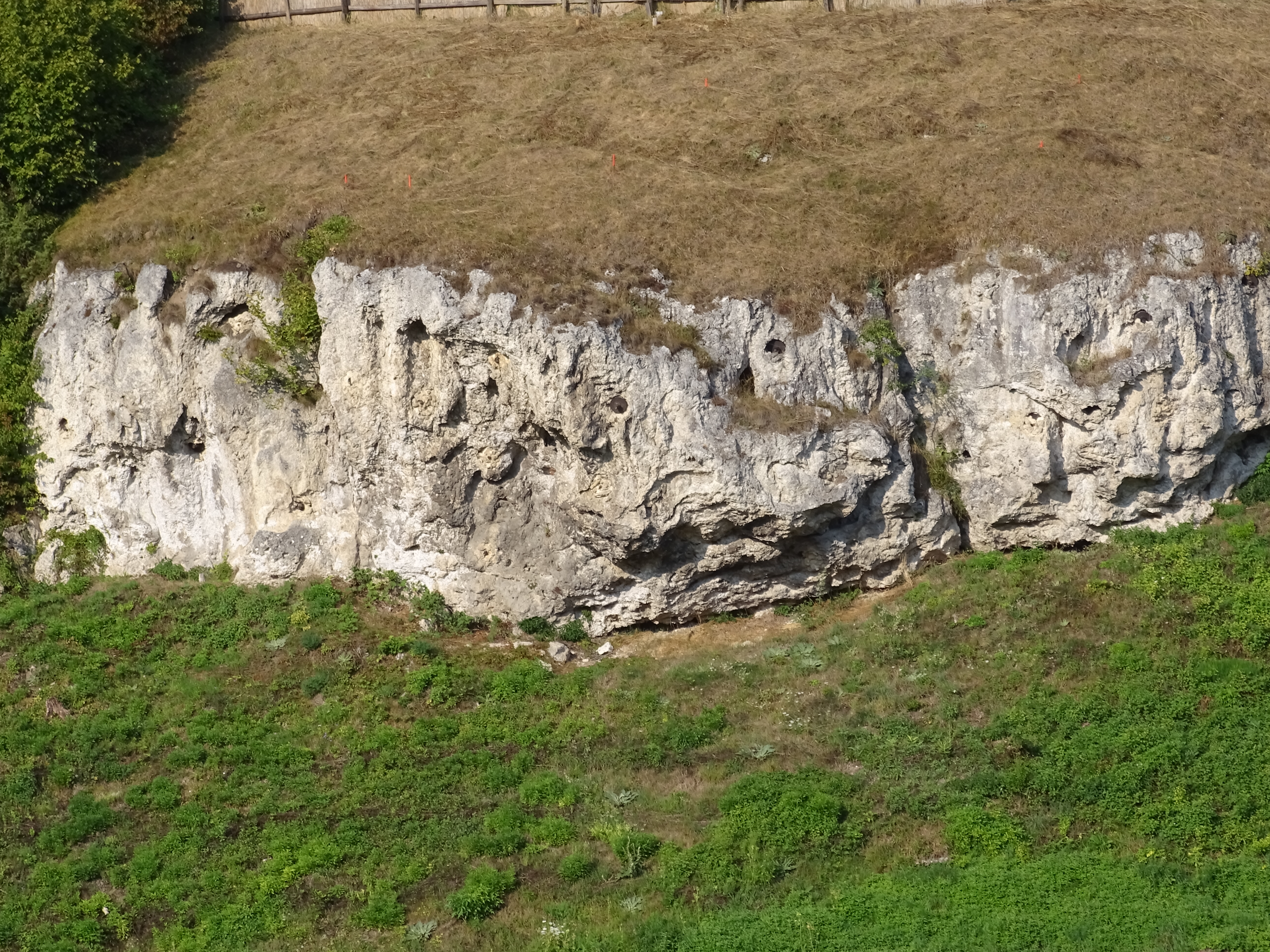
Naturdenkmal Tierstein
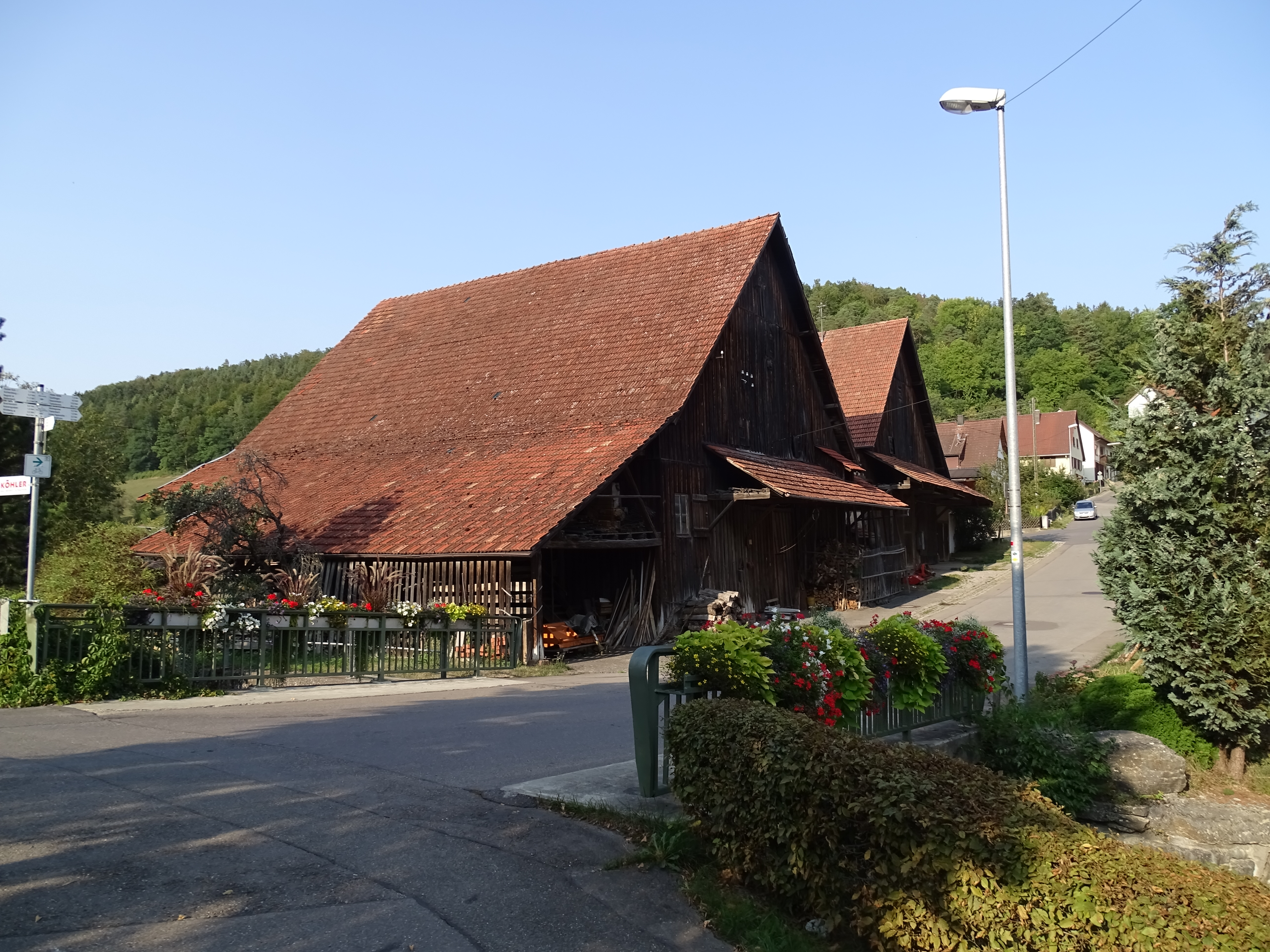
Wettegasse, Brücke über den Agenbach

### Schutzgebiete
Wildberg hat zwei Naturschutzgebiete. Die Gültlinger und Holzbronner Heiden um den Ortsteil Gültlingen ist von einem gleichnamigen Landschaftsschutzgebiet umgeben. Auch die Hülbe bei Sulz ist als Naturschutzgebiet ausgewiesen. Entlang der Nagold zieht sich das Landschaftsschutzgebiet Nagoldtal durch das Stadtgebiet. Die Stadt hat zudem Anteil an zwei FFH-Gebieten, dem Calwer Heckengäu und dem Kleinenztal und Schwarzwaldrandplatten. Wildberg liegt im Naturpark Schwarzwald Mitte/Nord.

## Geschichte

### Vorgeschichte
In Gültlingen wurde das Grab eines alamannischen Adeligen aus der Völkerwanderungszeit (Datierung etwa um 460–480 n. Chr.) gefunden, das sogenannte Gräberfeld von Gültlingen. Unter den Grabbeigaben war ein prächtiger Spangenhelm und eine Goldgriffspatha. Die Fundstücke werden heute im Landesmuseum Württemberg in Stuttgart aufbewahrt. Derartige Waffen waren der Führungsschicht vorbehalten, was auf eine bedeutende Stellung des Ortes in dieser frühen Zeit hinweist.

### Mittelalter

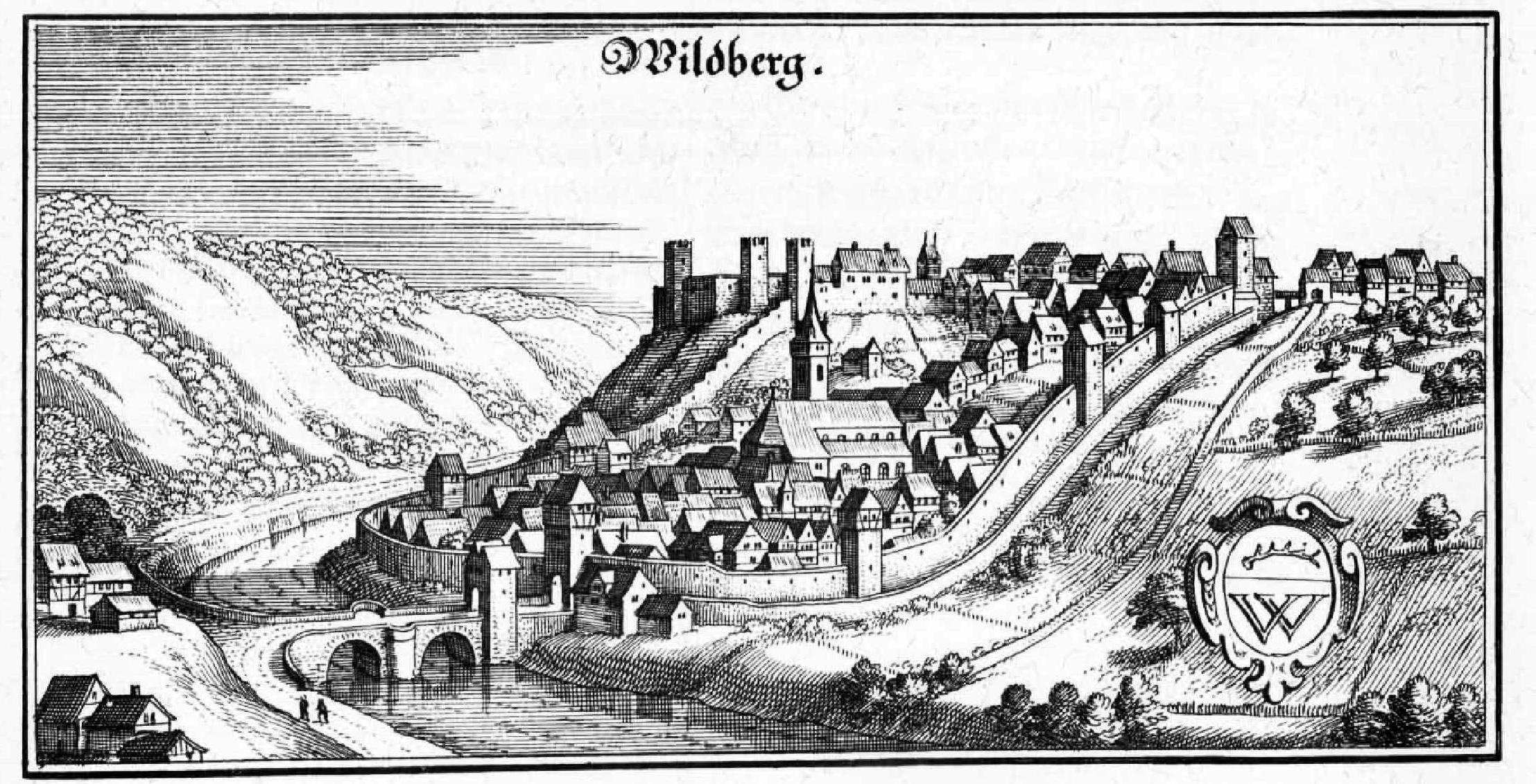
Wildberg: Stich von Matthäus Merian

Wildberg wurde am 23. April 1188 zum ersten Mal urkundlich erwähnt. Anlass war der Heiratsvertrag Konrads II., Herzogs von Schwaben und Rothenburg, des zweitjüngsten Sohnes von Kaiser Friedrich I. Barbarossa mit der spanischen Prinzessin Berengaria von Kastilien. Während die Grafen von Hohenberg seit 1237 in Wildberg nachweisbar sind, treten die Pfalzgrafen von Tübingen urkundlich nie in Erscheinung. 1364 wurde Wildberg kurpfälzisch und 1440 württembergisch.

### Württembergische Zeit
1618 wurde die Burg nach einem Brand, der durch einen Blitzschlags ausbrach, zerstört. Sie wurde erst 1698 als Schloss wiederaufgebaut. Bis 1807 war Wildberg Sitz eines württembergischen Amts.
Zur Zeit des Königreichs Württemberg gehörte Wildberg zum Oberamt Nagold. Das alte Amt Wildberg war 1807 im Zuge der neuen Verwaltungsgliederung Württembergs aufgelöst worden. 1838 gründete der aus Simmozheim stammende Pfarrer Karl Georg Haldenwang (1803–1862) in Wildberg mit dem „Rettungshaus für schwachsinnige Kinder“ die erste behindertenpädagogische Einrichtung in Süddeutschland. Am 20. Juni 1872 wurde Wildberg über die Schwarzwald- und Nagoldbahn an das Streckennetz der Württembergischen Eisenbahn angeschlossen.

### NS-Zeit
Während der NS-Zeit in Württemberg wurde Wildberg mit den meisten Gemeinden des Kreises Nagold 1938 dem Landkreis Calw zugeordnet.
Am 22. Februar 1945 fielen bei einem US-Luftangriff im Rahmen der Operation Clarion 40 Sprengbomben in den Stadtkern von Wildberg. Die Bomben sollten eigentlich den Bahnhof und die Nagoldtalbahn treffen, verfehlten aber dieses Ziel und töteten 53 Personen im Zentrum von Wildberg. Zudem erlitt der Stadtkern von Wildberg erhebliche Zerstörungen. Bei diesem Luftangriff wurde auch das 1698 errichtete Schlossgebäude zerstört, in dem sich ein Müttererholungsheim befand. Die Schlossruine wurde nach dem Krieg abgerissen.

### Nachkriegszeit
Nach dem Zweiten Weltkrieg fiel Wildberg in die Französische Besatzungszone und kam somit 1947 zum neu gegründeten Land Württemberg-Hohenzollern. 1952 ging das provisorische Nachkriegsland im Regierungsbezirk Südwürttemberg-Hohenzollern auf und gehört seither zum neuen Bundeslandes Baden-Württemberg. Mit der Kreisreform zum 1. Januar 1973 wurde der Landkreis Calw Teil der neu gegründeten Region Nordschwarzwald, die dem Regierungsbezirk Karlsruhe zugeordnet wurde. Somit wird seither über die Angelegenheiten Wildbergs auch aus Pforzheim und Karlsruhe mitentschieden. Die heutige Stadt wurde am 1. Januar 1975 durch Vereinigung der Stadt Wildberg und der Gemeinden Effringen, Gültlingen und Sulz am Eck neu gebildet. Bereits am 1. April 1971 wurde Schönbronn nach Wildberg eingemeindet.

### Religion
Wildberg ist seit der Reformation evangelisch geprägt. Die evangelischen Kirchengemeinden von Wildberg sowie der Ortsteile Effringen, Schönbronn, Gültlingen und Sulz am Eck gehören zum Kirchenbezirk Calw-Nagold der Evangelischen Landeskirche in Württemberg.
Die katholische Kirche Wildberg gehört zur Kirchengemeinde St. Petrus und Paulus Nagold und damit zur Seelsorgeeinheit Oberes Nagoldtal und zum Dekanat Calw.

### Entwicklung der Einwohnerzahlen
| Jahr | Einwohner¹ |
| ---- | ---------- |
| 1871 | 4.713      |
| 1880 | 4.790      |
| 1890 | 4.640      |
| 1900 | 4.423      |
| 1910 | 4.551      |
| 1925 | 4.609      |
| 1933 | 4.486      |
| 1939 | 4.561      |

| Jahr | Einwohner¹ |
| ---- | ---------- |
| 1950 | 4.938      |
| 1961 | 5.056      |
| 1970 | 6.138      |
| 1975 | 6.874      |
| 1980 | 7.755      |
| 1985 | 8.347      |
| 1990 | 9.315      |
| 1995 | 10.153     |

| Jahr | Einwohner¹ |
| ---- | ---------- |
| 2000 | 10.192     |
| 2005 | 10.128     |
| 2010 | 9.889      |
| 2015 | 9.895      |
| 2018 | 10.069     |
| 2022 | 9.998      |

Einwohnerentwicklung von Wildberg (Schwarzwald) von 1871 bis 2018 nach nebenstehender Tabelle

¹ laut Statistisches Landesamt Baden-Württemberg; bis 1970 Volkszählungsergebnisse, ab 1975 Fortschreibungen jeweils zu einem Quartalsende oder zum 31. Dezember des Jahres.

## Politik

### Gemeinderat
Der Gemeinderat in Wildberg hat 22 Mitglieder. Er besteht aus den gewählten ehrenamtlichen Gemeinderäten und dem Bürgermeister als Vorsitzendem. Der Bürgermeister ist im Gemeinderat stimmberechtigt.
Die Kommunalwahl am 9. Juni 2024 führte zu folgendem vorläufigen Endergebnis.
| Parteien und Wählergemeinschaften | Parteien und Wählergemeinschaften           | % 2024  | Sitze 2024 | % 2019 | Sitze 2019 | Kommunalwahl 2024 %403020100 38,5434,0711,168,347,89 FWCDUGrüneSPDFDPGewinne und Verlusteim Vergleich zu 2019 %p 8 6 4 2 0 −2 −4 −6+6,44−1,53−0,44−4,36−0,01FWCDUGrüneSPDFDP |
| FW                                | Freie Wähler                                | 38,54   | 8          | 32,1   | 7          | Kommunalwahl 2024 %403020100 38,5434,0711,168,347,89 FWCDUGrüneSPDFDPGewinne und Verlusteim Vergleich zu 2019 %p 8 6 4 2 0 −2 −4 −6+6,44−1,53−0,44−4,36−0,01FWCDUGrüneSPDFDP |
| CDU                               | Christlich Demokratische Union Deutschlands | 34,07   | 8          | 35,6   | 8          | Kommunalwahl 2024 %403020100 38,5434,0711,168,347,89 FWCDUGrüneSPDFDPGewinne und Verlusteim Vergleich zu 2019 %p 8 6 4 2 0 −2 −4 −6+6,44−1,53−0,44−4,36−0,01FWCDUGrüneSPDFDP |
| Grüne                             | Bündnis 90/Die Grünen                       | 11,16   | 2          | 11,6   | 2          | Kommunalwahl 2024 %403020100 38,5434,0711,168,347,89 FWCDUGrüneSPDFDPGewinne und Verlusteim Vergleich zu 2019 %p 8 6 4 2 0 −2 −4 −6+6,44−1,53−0,44−4,36−0,01FWCDUGrüneSPDFDP |
| SPD                               | Sozialdemokratische Partei Deutschlands     | 8,34    | 2          | 12,7   | 3          | Kommunalwahl 2024 %403020100 38,5434,0711,168,347,89 FWCDUGrüneSPDFDPGewinne und Verlusteim Vergleich zu 2019 %p 8 6 4 2 0 −2 −4 −6+6,44−1,53−0,44−4,36−0,01FWCDUGrüneSPDFDP |
| FDP                               | Freie Demokratische Partei                  | 7,89    | 2          | 7,9    | 2          | Kommunalwahl 2024 %403020100 38,5434,0711,168,347,89 FWCDUGrüneSPDFDPGewinne und Verlusteim Vergleich zu 2019 %p 8 6 4 2 0 −2 −4 −6+6,44−1,53−0,44−4,36−0,01FWCDUGrüneSPDFDP |
| gesamt                            | gesamt                                      | 100,0   | 22         | 100,0  | 22         | Kommunalwahl 2024 %403020100 38,5434,0711,168,347,89 FWCDUGrüneSPDFDPGewinne und Verlusteim Vergleich zu 2019 %p 8 6 4 2 0 −2 −4 −6+6,44−1,53−0,44−4,36−0,01FWCDUGrüneSPDFDP |
| Wahlbeteiligung                   | Wahlbeteiligung                             | 64,87 % | 64,87 %    | 60,7 % | 60,7 %     | Kommunalwahl 2024 %403020100 38,5434,0711,168,347,89 FWCDUGrüneSPDFDPGewinne und Verlusteim Vergleich zu 2019 %p 8 6 4 2 0 −2 −4 −6+6,44−1,53−0,44−4,36−0,01FWCDUGrüneSPDFDP |

### Bürgermeister
Ulrich Bünger wurde im November 2003 im ersten Wahlgang zum neuen Bürgermeister gewählt und im November 2011 mit 92 % im Amt bestätigt.
Im Oktober 2019 wurde Bünger mit 91,6 % für eine dritte Amtszeit wiedergewählt.

### Wappen
Die Blasonierung des Wappens lautet: „In geteiltem Schild oben in Silber eine liegende schwarze Hirschstange, unten in Rot der silberne lateinische Großbuchstabe W.“

## Wirtschaft und Infrastruktur

### Verkehr
Wildberg ist durch die Nagoldtalbahn (Pforzheim – Horb am Neckar – Tübingen) an das überregionale Schienennetz angebunden. Im 30/60-Minuten-Takt verkehren Züge nach Pforzheim und Tübingen.
Busse nach Gärtringen und Herrenberg fahren stündlich, somit besteht Anschluss zur S-Bahn Stuttgart und zur Ammertalbahn Richtung Tübingen und Reutlingen.
Die wichtigste Durchgangsstraße ist die gleichfalls dem Verlauf des Nagoldtals folgende Bundesstraße 463. Über die an Deckenpfronn und Gärtringen vorbeiführende Landstraße L357 sowie die L358 über Sulz am Eck und Herrenberg ist die A 81 in wenigen Minuten erreicht.

Zwischen Mai 2009 und Juli 2013 betrieb die Stadt ein Pilotprojekt Stadtbus, das vor allem die Mobilität von Senioren und gehandicapten Menschen fördern sollte. Tagsüber verband ein behindertengerechter Mini-Niederflurbus im Stundentakt alle Siedlungen und Ortsteile Wildbergs miteinander. In den Wohngebieten war ein „Halt auf Zuruf“ möglich, im Stadtzentrum wurden feste Haltestellen angefahren. Mit finanzieller Unterstützung des Landkreises war der Stadtbus tariflich in die Verkehrsgesellschaft Bäderkreis Calw mit Bahn und Regionalbussen eingebunden. Diese besondere Betriebsform wurde im Juli 2013 beendet, da der zwischen 7 Uhr bis 18 Uhr verkehrenden Stadtbus statt der anvisierten Senioren überwiegend durch junge Menschen am Nachmittag genutzt wurde. Danach setzte die Stadtverwaltung zum 1. September 2013 wieder auf einen normalen Linienfahrplan, mit einem Schwerpunkt auf der regionalen Anbindung an S-Bahn-Stationen im Nachbarkreis Böblingen. 

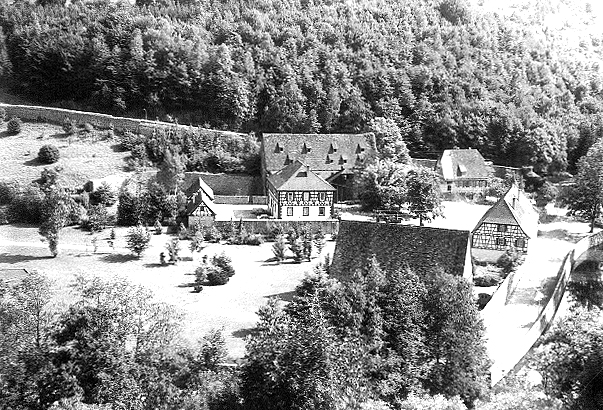
Das Kloster Reuthin von Wildberg

Durch eine Alltagsroute aus dem Radnetz Baden-Württemberg ist Wildberg mit Calw und Nagold verbunden. Zudem verläuft als Landes-Radfernweg der Heidelberg-Schwarzwald-Bodensee-Radweg entlang der Nagold durch Wildberg, der insgesamt von Heidelberg nach Radolfzell führt.
Der Flugplatz Wächtersberg ist ein Sonderlandeplatz und liegt etwa einen Kilometer südöstlich von Wildberg. Das Segelfluggelände Wildberg (Kengel) liegt etwa 1,8 km nordwestlich von Wildberg.

### Bildungseinrichtungen
Wildberg verfügt über eine Haupt- und eine Realschule, welche im „Bildungszentrum Wildberg“ zusammengefasst sind. Außerdem gibt es in der Kernstadt und den Ortsteilen Effringen, Sulz am Eck und Gültlingen jeweils eine Grundschule.

## Kirchen

### Effringen
Die evangelische Kirche Zu Unserer Lieben Frau in Effringen gilt als eine der schönsten Dorfkirchen in Württemberg. Diese Marienkirche von 1379/1502 hatte einen romanischen Vorgängerbau. Am verbliebenen Turm von 1300 wurde ab 1379 der gotische Chor durch den neuen Patronatsherrn Conrad Grückler aus Bulach errichtet, da hierzu das bisher berechtigte Kloster Stein am Rhein finanziell nicht mehr in der Lage war. Dieser Chor wurde Patronatsgrablege der Grückler und enthält entsprechende Grabplatten. Die reichen Pfarrpfründe der Grückler konnten über mehrere Generationen mit Geistlichen der Familie besetzt werden. Die Sakristei und die Ausstattung des Chores mit seinen Nischen, Fresken und Chorgestühl stammen vom Ende des 15. Jahrhunderts. Der Bildzyklus links zeigt Maria, die Namensgeberin der Kirche, und die „vier großen Jungfrauen“ Katharina, Dorothea, Barbara und Margaretha, rechts neben dem Chorbogen den Hl. Georg. Durch den Neubau des spätgotischen dreischiffigen Langhauses mit Steinkanzel ab 1502 wurde die Kirche vollendet. Seine besondere Gestaltung vor allem des Mittelschiffgewölbes besteht in dem von den Evangelistensymbolen umrahmten Himmelsloch, der reichhaltigen, originellen und realistischen Pflanzen- und Tiermalerei zur Darstellung eines Himmels- oder Paradiesgartens mit ausgeprägter christlicher Pflanzensymbolik (um 1520) in allen Gewölbebereichen und in figürlicher Bauplastik an Gewölbekonsolen und Schlusssteinen. Infolge der 1534 in Württemberg eingeführten Reformation verkaufte der Effringer „Kirchherr“ und Neubulacher Pfarrer Gallus Grückler das Effringer Patronatsrecht an Herzog Ulrich und wurde hier erster evangelischer Pfarrer. Das Orgelgehäuse stammt noch aus dem Rokoko. Von 1420 ist noch ein Glasgemälde, nämlich eine Kreuzigungsgruppe erhalten und nach der Restaurierung 1957 im östlichen Fenster der Langhaus-Südwand eingesetzt. 1964 wurde vom Stuttgarter Glaskünstler Wolf-Dieter Kohler das Glasgemälde gegenüber im nördlichen Seitenschiff und die ungegenständliche Farbverglasung im Chor gestaltet. Beim alten romanischen Taufstein enthält sein Tauffenster mehrere Themen (von unten nach oben): eine zur Taufe versammelte Familie und Gemeinde, die zur modernen Fassung der mittelalterlichen Darstellung des Gnadenstuhls für die Dreieinigkeit und damit die drei Artikel des Glaubensbekenntnisses aufschaut. Die Bildfelder oberhalb des zentralen Heiliggeist-Motivs der Taube zeigen Hoffnungen am Ende der Tage: ungewöhnlich die zwei Gruppen Angenommener im Endgericht (Verdammte fehlen!) und inmitten des himmlischen Jerusalem das Lamm Gottes, von dessen Herzen ein Strom lebendigen Wassers (Offb 22,13 ) ausgeht. Die Marienkirche Effringen wurde von Architekt Hermann Hornbacher 1964 außen und innen renoviert.

### Gültlingen
Die Michaelskirche in Gültlingen mit ihrem Friedhof ist als ehemalige Wehrkirche von einer bis zu 1,5 Meter breiten und bis zu 3,5 Meter hohen Wehrmauer noch fast vollständig umgeben – bis zum 19. Jahrhundert zusätzlich von einem überflutbaren Graben. Erbaut wurde sie im Jahre 1465 – 1467, wobei die Sakristei mit romanischen Elementen der älteste Teil ist. Der Chor hatte ursprünglich wohl ein Netzgewölbe. Vor den klarverglasten Maßwerkfenstern dort steht die Orgel mit 13 Registern aus dem Jahre 1815 vom Orgelbauer Weinmar aus Bondorf mit einem prächtigen Barockprospekt. Durch die Innenrenovierungen und Umgestaltungen von 1958/59 mit Entfernung der oberen und Änderungen an der verbliebenen Empore und Vergrößerung der Fensteröffnungen im Schiff wurde die Kirche heller und freundlicher.

### Schönbronn
Die evangelische Kirche in Schönbronn wurde 1776 von einer Kapelle zu einer einfachen Saalkirche erweitert.

### Sulz am Eck
Die evangelische Michaelskirche in Sulz am Eck ist von einer wuchtigen Mauer umgeben und liegt auf einer kleinen Anhöhe über dem Agenbach. Sie wurde 1449 erstmals erwähnt, ein Vorgängerbau bereits 1311, dessen Chorturm aus der Mitte des 12. Jahrhunderts mit seinem Chorgewölbe (heute Sakristei) zum Chorseitenturm wurde, als 1489 das Langschiff umgebaut wurde. Die Chorturm-Sakristei enthält bemerkenswerte romanische und spätgotische Steinmetzarbeiten. Das Schiff hat seit der Erweiterung 1750 eine mit Blumenornamenten bemalte Kassettendecke, eine hochfüßige Kanzel mit romanischem Taufbecken davor und einen Barock-Orgelprospekt. 2005 wurde ein Anbau erstellt.

### Wildberg
- Die evangelische Martinskirche[24] wurde 1467 erbaut. Zuvor gehörte Wildberg mit seiner Filialkirche zu Sulz am Eck unter dem Patronat des Klosters Reuthin, die 1392 selbständig wurde. Ihr Bau wurde 1464 beim großen Stadtbrand zerstört. Der Neubau 1467 wurde als dreischiffige Basilika ausgeführt, wobei vor allem der Chor von Aberlin Jörg stammt, dem Erbauer der Stifts-, Leonhards- und Spitalkirche in Stuttgart und anderer Kirchen im Land. Der Kirchenrats-Baumeister Wilhelm Friedrich Goez gestaltete 1772/73 das Langhaus in eine einschiffige Halle ohne Säulenreihen mit dreiseitiger Empore um und baute in den Chor eine Orgelempore ein. Dort im netzgewölbten Chor hinter dem ausdrucksvollen Altarkruzifix wurde 1979 die Orgel mit Rokokoprospekt grundlegend erneuert und restauriert. Die Kriegsschäden von 1945 konnten 1955 von Oberbaurat Ostermeier behoben werden. Die letzte Innenrenovierung 2015 leitete Architekt Rolf Kugel. Der Schiff-Seitenturm enthält im Sockel eine Seitenchor-Kapelle mit altem Taufstein und mehreren Epitaphien. Sie dient seit 1934 durch das farbige Bleiglasfenster in sechs biblischen Bildern (Jesus als Gekreuzigter, Gestorbener und Auferstandener) des Stuttgarter Künstlers Walter Kohler auch dem Gefallenengedenken. Drei moderne Bleiglasfenster wurden in seltener so genannter Polikonmalerei vom Stuttgarter Maler und Bildhauer Willy Wiedmann geschaffen: 1976  das Jerusalemfenster in der Südwand des Chores (oben: Himmlisches Jerusalem als Verheißungs- und Hoffnungsziel, darunter in zehn kleinteilig-abstrahierten Bildbereichen das Gleichnis vom barmherzigen Samariter) und 1979 in der Nordwand des Schiffs zwei weitere, das Martinsfenster und das Fenster Jesu Salbung (durch die Sünderin Lk 7,36-50 LUT oder durch Maria Joh 12,1-8 LUT). Alle drei Fenster thematisieren das Gebot der Nächstenliebe (Joh 13,34 LUT Ein neues Gebot gebe ich euch).

- Die katholische Liebfrauenkirche wurde 1963–1965 erbaut.

## Kultur und Sehenswürdigkeiten

### Museen

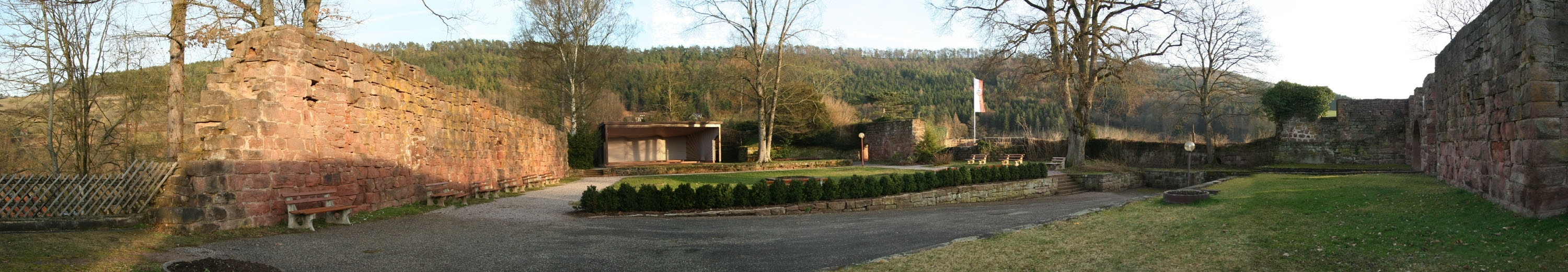
Wildberg Schlossruine

Das städtische Heimatmuseum befindet sich im ehemaligen Kloster Reuthin.

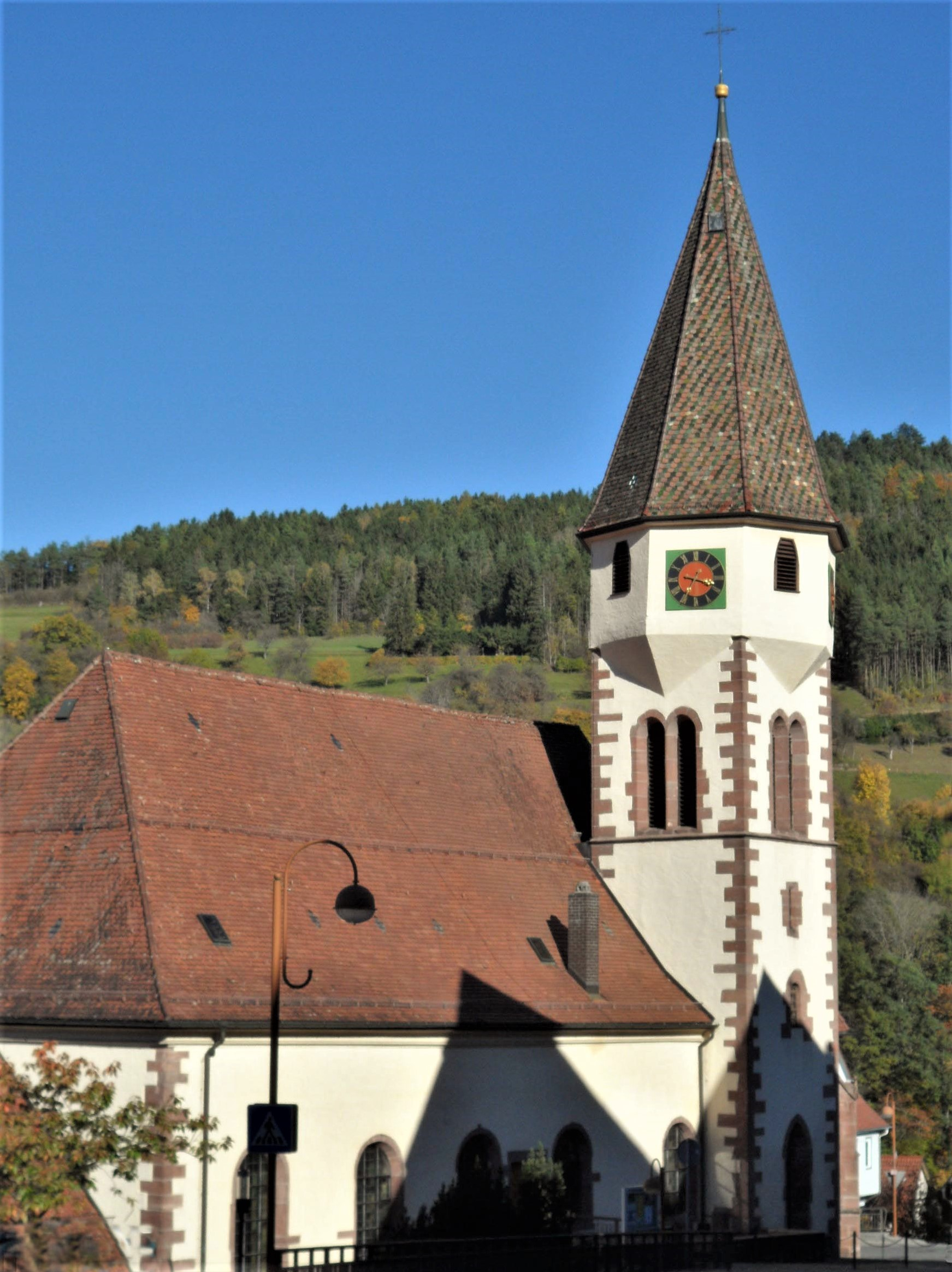
Ev. Martinskirche Wildberg, 1464 erbaut, 1772 Langhaus umgestaltet

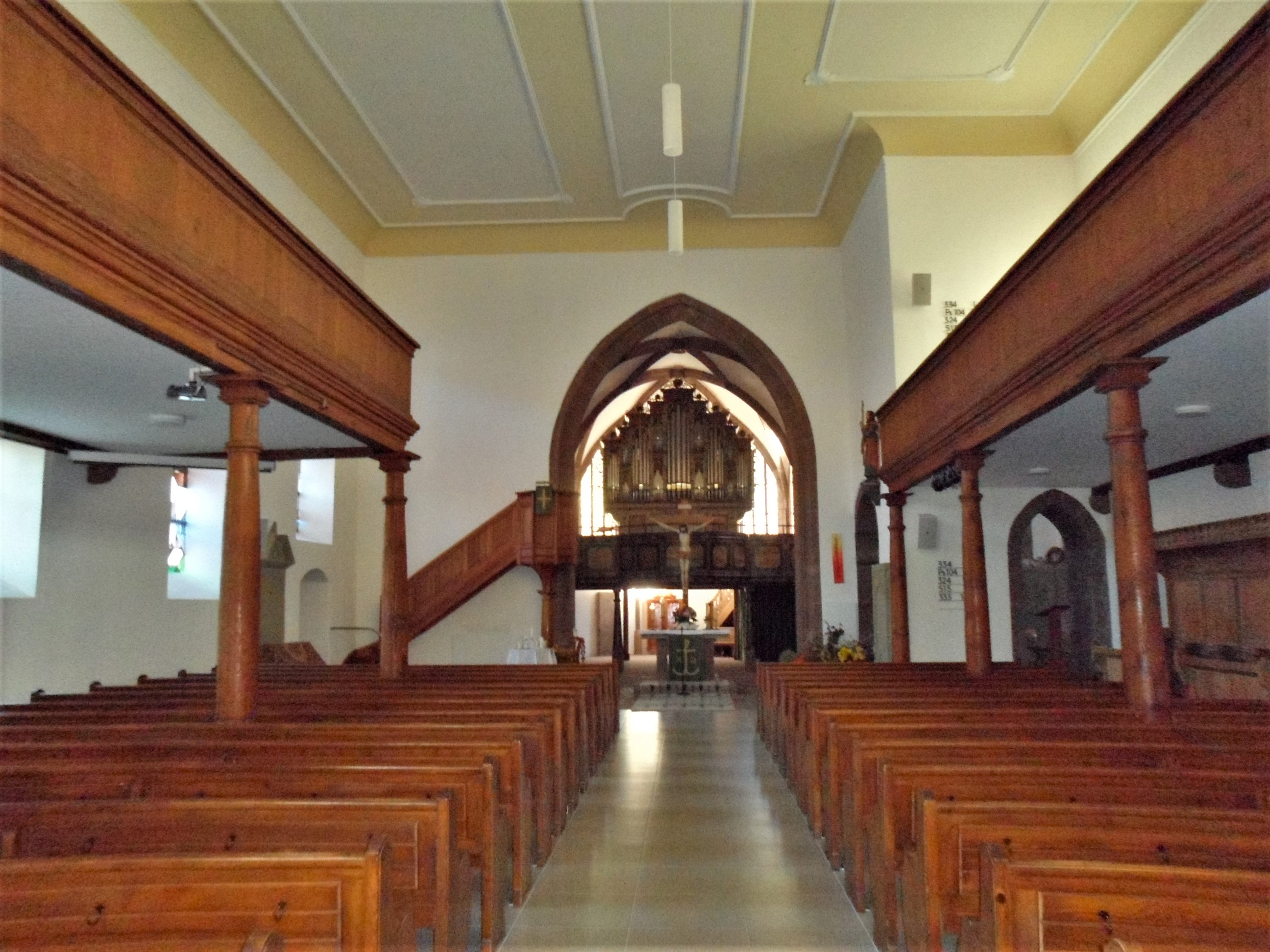
Ev. Martinskirche Wildberg, 1464 erbaut, 1772 Langhaus umgestaltet

### Bauwerke
- Schlossruine
- Rathaus (1480 erbaut)
- Reste der Stadtmauer mit Hexenturm und Arrestturm. Der Hexenturm wurde von der Denkmalstiftung Baden-Württemberg zum Denkmal des Monats Februar 2007 ernannt.
- Marktbrunnen
- Hirschbrücke
- Lützenschlucht
- Kloster Reuthin

Auf dem Lerchenberg, an der Gemarkungsgrenze zu Deckenpfronn, befindet sich die Funkstelle Lerchenberg der Landespolizeidirektion Karlsruhe. Zu ihr gehören ein 81 Meter hoher Fernmeldeturm und ein unterirdischer Bunker.

### Regelmäßige Veranstaltungen
Der damalige Landesherr Herzog Eberhard Ludwig zu Württemberg errichtete im Jahre 1723 für die Besorgung berufsständischer Anliegen der Schäfer eine sogenannte Nebenlade zur Hauptlade in Markgröningen. Seit dieser Zeit findet immer am dritten Juli-Wochenende in den geraden Jahren in Wildberg der Schäferlauf statt, ein Brauchtums- und Heimatfest rund um die Schäferei. Eröffnet wird der Schäferlauf mit dem Heimatspiel „Der Klosterschäfer und des Teufels Puppenspieler“ von Eugen Memminger. Dieses Stück wird seit 1954 durch eine Laienspielschar aufgeführt.

### Vereine
- Liederkranz Schönbronn (gemischter Chor mit ca. 35 aktiven Mitgliedern), gegründet 1899
- Stadtkapelle Wildberg (ca. 40 aktive Musiker), gegründet 1884
- Trachtengruppe Wildberg (ca. 40 Mitglieder), gegründet 1953
- TSV Wildberg, gegründet 1861
- Schwarzwaldverein Wildberg, gegründet (1898), 1948
- Narrenzunft Wildberg 1992 e. V.
- Sportverein Sulz am Eck
- MSC „Falke“ Wildberg-Sulz (Trialsport), gegründet 1952
- CVJM Sulz am Eck e. V., gegründet 1960
- Sportverein Schönbronn, gegründet 1912
- Dorfgemeinschaft Schönbronn (ca. 60 Mitglieder), gegründet 2014
- Fotofreunde Wildberg (gegründet  2015, 26 Mitglieder)
- Sportverein Gültlingen, gegründet 1946

## Persönlichkeiten

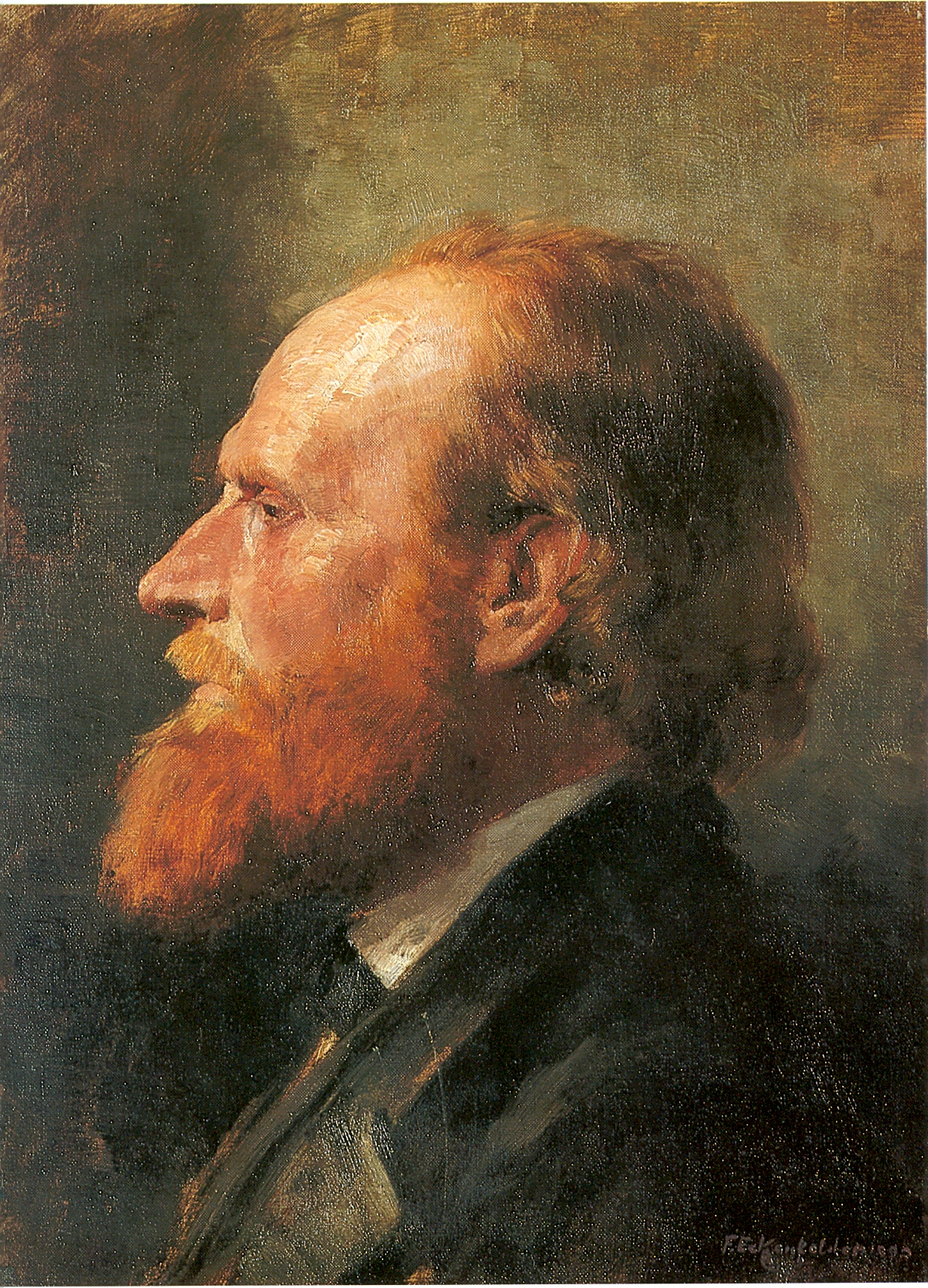
Albert Kappis 1880

### Söhne und Töchter der Stadt
- Dieter Dengler (1938–2001), US-amerikanischer Kampfflieger
- Rudolf Doernach (1929–2016), Architekt, Dozent für Bioarchitektur und Betreiber der Bioversität in Gültlingen
- Hermann Dutt (1934–1977), geboren in Effringen, Politiker (CDU)
- Albert Kappis (1836–1914), Maler und Lithograf
- Werner Nestle (* 1939 im Ortsteil Gültlingen), Professor an der Pädagogischen Hochschule Reutlingen, Mitbegründer der sog. „Reutlinger Schule für Lernbehinderung“ (Hiller, Klein, Möckel, Schaible u. a.)
- Georg Jakob Roller (1774–1857), Pädagoge und Gründer einer Taubstummenschule in Friedberg (Hessen)
- Thomas Schaible (* 1960), Arzt für Kinder- und Jugendmedizin und Neonatologie und Hochschullehrer
- Theodor Wolff (1867–1927), geboren in Schönbronn, Landtags- und Reichstagsabgeordneter

### Mit Wildberg verbunden
- Im 16. Jahrhundert wirkte der württembergische Reformator Andreas Cellarius (1503–1562) in Wildberg als Pfarrer.

- Die prominentesten Bürger der Stadt sind das Schauspielerehepaar Walter Schultheiß (* 1924) und Trudel Wulle (1925–2021).

## Sonstiges
Nach der Stadt Wildberg ist der Asteroid Wildberg benannt, welcher 2005 am Observatorium Wildberg entdeckt wurde.